# Iștihaza, Mureș

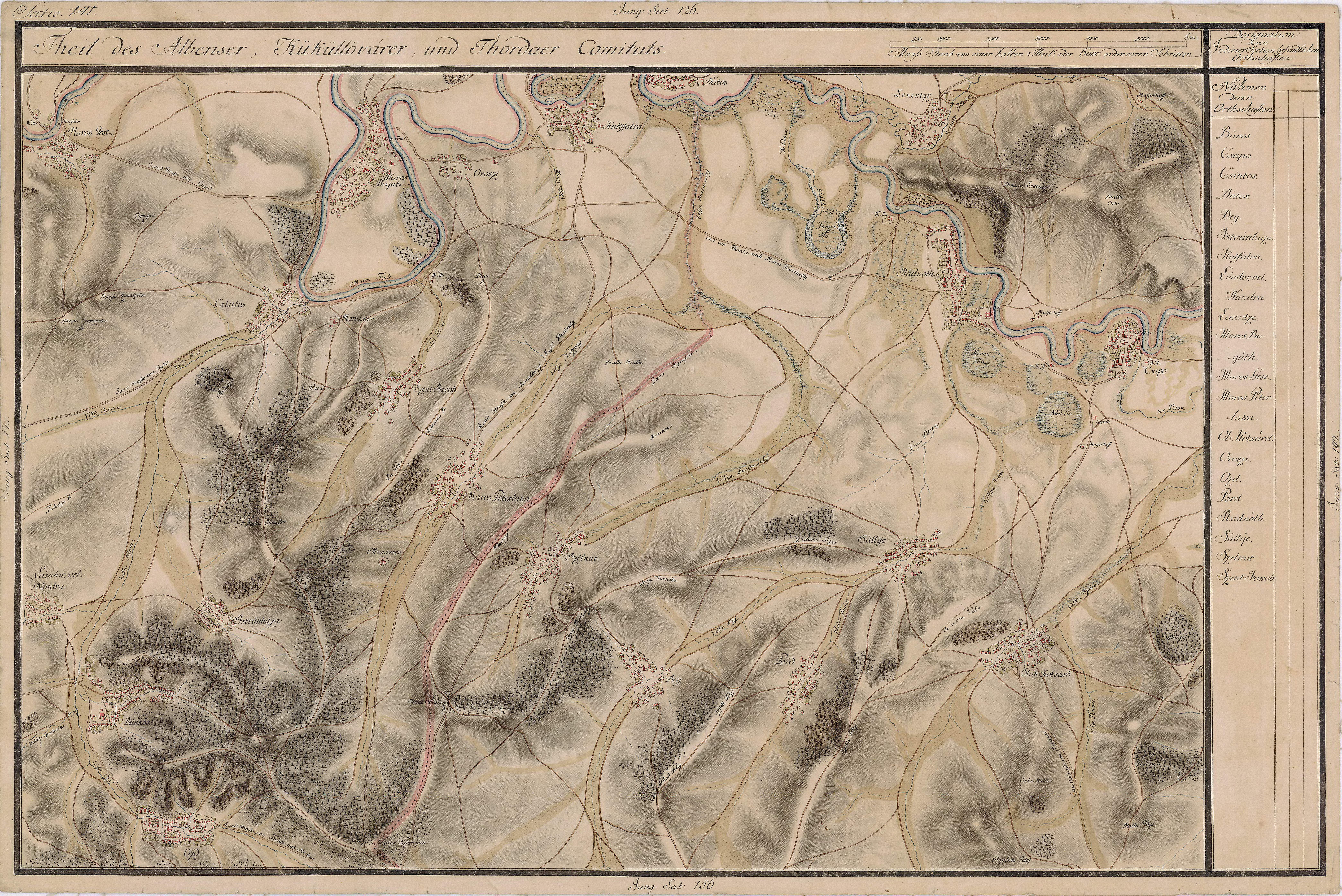
Iștihaza în Harta Iosefină a Transilvaniei, 1769-1773

Iștihaza (în maghiară Istvánháza) este un sat în comuna Ațintiș din județul Mureș, Transilvania, România.

## Istoric
Pe Harta Iosefină a Transilvaniei din 1769-1773 (Sectio 141), localitatea a apărut sub numele de „Istvánháza ”.

## Populație
Conform Recensământului din anul 2022 populația localității era de 227 locuitori în creștere față de datele de la ultimul recensământ când populația localității era de 221 locuitori. 